# Herald Sun Tour
Le Herald Sun Tour (également appelé Jayco Herald Sun Tour) est une course cycliste sur route par étapes australienne, disputée dans l'État de Victoria, autour de Melbourne. Créée en 1952, sa dernière édition a lieu en 2020. Courue annuellement au mois d'octobre jusqu'en 2011, elle a fait partie de l'UCI Oceania Tour en catégorie 2.1 de 2005 à 2011. Déplacée en janvier pour l'édition de l'été 2012-2013, elle ne fait plus partie du calendrier UCI. elle retrouve son rang de course UCI en catégorie 2.1 en 2014.

## Histoire
La première édition du Herald Sun Tour fut remportée en 1952 par Keith Rowley, un éleveur de montons de Maffra. Les coureurs australiens dominèrent les trente premières éditions, avant que son statut ne croisse et qu'elle ne commence à attirer des stars étrangères. En 2000, l'organisation de la course fut déplacée au mois d'octobre, et des cyclistes australiens courant en Europe commencèrent à concourir. Le niveau croissant de l'épreuve qui en résultat lui permit lui d'être reconnue par l'Union cycliste internationale en 2005, et intégrée à l'UCI Oceania Tour.

## Palmarès
| Année | Vainqueur          | Deuxième           | Troisième            |
| ----- | ------------------ | ------------------ | -------------------- |
| 1952  | Keith Rowley       | Max Rowley         | Jack Hoobin          |
| 1953  | Basil Halsall      | Hec Sutherland     | Reginald Arnold      |
| 1954  | Hec Sutherland     | Cesare Pivato      | Eddie Smith          |
| 1955  | Allan Geddes       | Eddie Smith        | Hec Sutherland       |
| 1956  | George Goodwin     | Peter Panton       | Peter Anthony        |
| 1957  | Russell Mockridge  | George Goodwin     | Jack McDonough       |
| 1958  | John Young         | Peter Panton       | Ron Murray           |
| 1959  | Peter Panton       | Vin Beasley        | Bill Knevitt         |
| 1960  | Peter Panton       | John Young         | Bill Knevitt         |
| 1961  | John Young         | Jack McDonough     | Vic Roberts          |
| 1962  | Bill Knevitt       | Klaus Stiefler     | Peter Panton         |
| 1963  | Bill Lawrie        | Peter Panton       | Bill Knevitt         |
| 1964  | Barry Waddell      | John Young         | Robert Panter        |
| 1965  | Barry Waddell      | Graham Rowley      | Ian Grindlay         |
| 1966  | Barry Waddell      | Graeme Gilmore     | Glen Bermingham      |
| 1967  | Barry Waddell      | Bob Whetters       | Robert Panter        |
| 1968  | Barry Waddell      | Ian Stringer       | Keith Oliver         |
| 1969  | Keith Oliver       | Graham McVilly     | Ken Evans            |
| 1970  | Trevor Williamson  | Graham McVilly     | Ken Evans            |
| 1971  | Graham Mac Villy   | Ken Evans          | Frank Atkins         |
| 1972  | Ken Evans          | Vic Adams          | Kerry Gawley         |
| 1973  | Graham Mac Villy   | Ken Evans          | Frank Atkins         |
| 1974  | Graham Mac Villy   | Ken Evans          | John Knight          |
| 1975  | John Trevorrow     | Donald Allan       | Don Wilson           |
| 1976  | Peter Besanko      | Wayne Roberts      | Tony McCaig          |
| 1977  | John Trevorrow     | Terry Stacey       | Terry Hammond        |
| 1978  | Terry Hammond      | Clyde Sefton       | Ken Evans            |
| 1979  | John Trevorrow     | Terry Hammond      | Peter Besanko        |
| 1980  | David Allan        | Terry Stacey       | Tony McCaig          |
| 1981  | Clyde Sefton       | Peter Besanko      | Murray Hall          |
| 1982  | Terry Hammond      | Clyde Sefton       | Tony McCaig          |
| 1983  | Shane Sutton       | Terry Hammond      | Eric Vandeperre      |
| 1984  | Gary Sutton        | Peter Besanko      | Gery Verlinden       |
| 1985  | Malcolm Elliott    | Jan Bogaert        | William Tackaert     |
| 1986  | Neil Stephens      | Allan Peiper       | Malcolm Elliott      |
| 1987  | Stefano Tomasini   | Neil Stephens      | Gary Trowell         |
| 1988  | Adrie van der Poel | Neil Stephens      | Stefano Tomasini     |
| 1989  | Marcel Arntz (nl)  | Stephen Hodge      | Udo Bölts            |
| 1990  | Udo Bölts          | Jonny Clay         | Neil Stephens        |
| 1991  | Michael Engleman   | John Talen         | Udo Bölts            |
| 1992  | Bart Bowen         | Dick Dekker        | Roland Le Clerc      |
| 1993  | David Mann         | Brian Walton       | Udo Bölts            |
| 1994  | Christian Henn     | Daniele Nardello   | Marcel Wüst          |
| 1995  | Andy Bishop        | Scott Mercier      | Henk Vogels          |
| 1996  | Scott Moninger     | Stephen Hodge      | Henk Vogels          |
| 1997  | Norman Alvis       | Trent Klasna       | Scott McGrory        |
| 1998  | Alessandro Pozzi   | Tristan Priem      | Jaroslav Bílek       |
| 1999  | Michael Blaudzun   | Tomáš Konečný      | Jan Hruška           |
| 2000  | Eugen Wacker       | Scott Moninger     | Andy De Smet         |
| 2001  | Peter Wrolich      | Zbigniew Piątek    | Remigius Lupeikis    |
| 2002  | Baden Cooke        | Allan Iacuone      | Jonas Ljungblad      |
| 2003  | Timothy Johnson    | Luke Roberts       | Scott Guyton         |
| 2004  | Jonas Ljungblad    | David McKenzie     | Ben Brooks           |
| 2005  | Simon Gerrans      | Dominique Perras   | David McCann         |
| 2006  | Simon Gerrans      | Chris Jongewaard   | David McCann         |
| 2007  | Matthew Wilson     | Steve Morabito     | Trent Lowe           |
| 2008  | Stuart O'Grady     | Lars Bak           | Benjamin Day         |
| 2009  | Bradley Wiggins    | Christopher Sutton | Jonathan Cantwell    |
| 2010  | non-disputé        |                    |                      |
| 2011  | Nathan Haas        | Jack Bobridge      | Jonas Aaen Jørgensen |
| 2012  | non-disputé        |                    |                      |
| 2013  | Calvin Watson      | Aaron Donnelly     | Josh Atskins         |
| 2014  | Simon Clarke       | Cameron Wurf       | Jack Haig            |
| 2015  | Cameron Meyer      | Patrick Bevin      | Joseph Cooper        |
| 2016  | Christopher Froome | Peter Kennaugh     | Damien Howson        |
| 2017  | Damien Howson      | Jai Hindley        | Kenny Elissonde      |
| 2018  | Esteban Chaves     | Cameron Meyer      | Damien Howson        |
| 2019  | Dylan van Baarle   | Nick Schultz       | Michael Woods        |
| 2020  | Jai Hindley        | Sebastian Berwick  | Damien Howson        |